# Szumátrai repülőmókus
A szumátrai repülőmókus (Hylopetes winstoni) az emlősök (Mammalia) osztályának a rágcsálók (Rodentia) rendjébe, ezen belül a mókusfélék (Sciuridae) családjába tartozó faj.

## Előfordulása
Az indonéziai Szumátra szigetén honos.

## Megjelenése
A szumátrai repülőmókus szőre szürkésbarna. Testhossza 110–330 mm, ebből a farok 80–292 mm.

## Életmódja
Tápláléka gyümölcsök, mogyoró, levelek, rovarok, időnként a kígyókat sem veti meg.

## Szaporodása
A 40 napig tartó vemhesség végén 4 kismókus jön világra.

## Természetvédelmi állapota
Az élőhelyének pusztítása fenyegeti. Az IUCN vörös listáján a veszélyeztetett kategóriában szerepel.